# Het Root Cruijs
Het Root Cruijs, ook Inden Salvatoer genoemd, is een rijksmonument aan de Markt in 's-Hertogenbosch.

## Bewoners
In 1477 werd het huis Inden Salvatoer genoemd. Kort daarna werd het bewoond door de schilder Jheronimus Bosch en zijn vrouw Aleid van de Meervenne. In 1553 was het in bezit van de koopman Aart Eymberts. In 1569 werd het huis in tweeën gedeeld, waarbij soldaten het voorhuis bezet hielden. In 1574 behoorde het toe aan Arnold Eymbertsz en in 1688 aan Guiliam de Helt. Deze laatste kwam op 7 september 1688 om het leven tijdens een kruitontploffing op zolder. Zijn dochter Maria Mechtildis de Helt en haar man Theodoor van Velpe hadden vier kinderen. Deze verkochten het huis op 15 mei 1739 aan Paulus de Haas, woonachtig in Rotterdam. Deze verkocht het op 1 juli 1747 aan Cornelis Mosmans, koopman in 's-Hertogenbosch. Deze verkocht het op zijn beurt aan de weduwe van zijn broer, Cornelia Geertruida Josepha van de Ven. De executeurs van haar testament verkochten het op 11 september 1801 aan Hermanus Josephus Heeren. De huidige eigenaar is Joep van Rooij, die het pand in 1978 kocht en er een kledingzaak in vestigde.

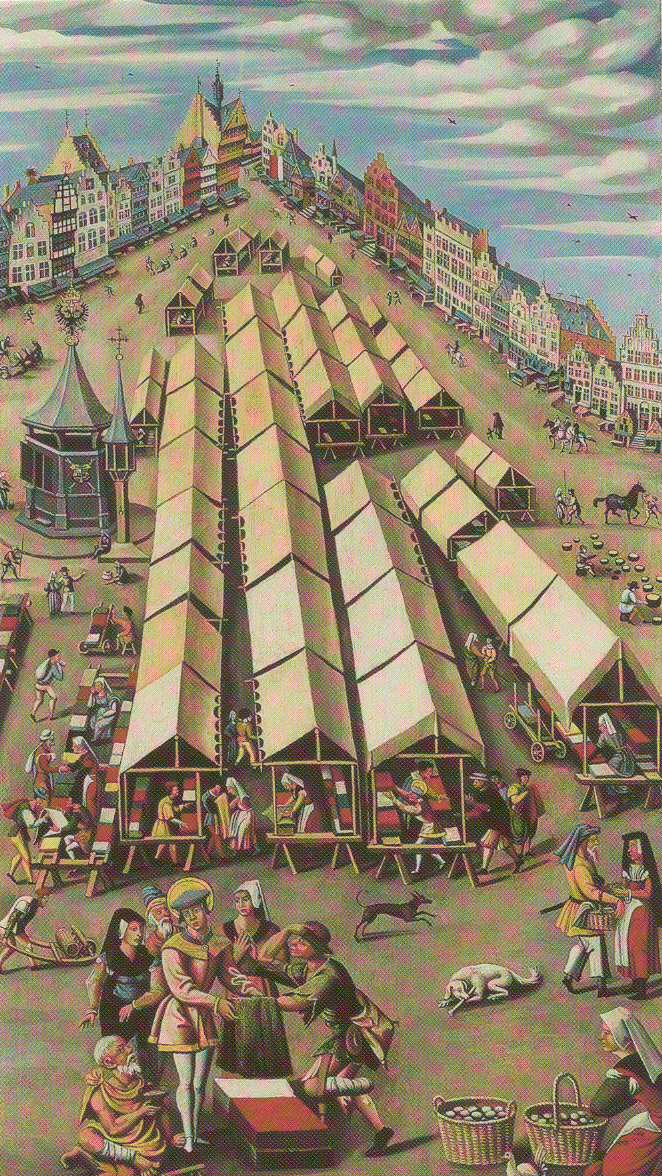
Anoniem. De Lakenmarkt van 's-Hertogenbosch. Ca. 1530. 's-Hertogenbosch, Noordbrabants Museum.

## Bouwgeschiedenis
Uit archeologisch onderzoek is gebleken dat de oudste funderingen van het huis uit de 14e eeuw stammen. Een 16e-eeuws schilderij geeft het huis weer met een bakstenen trapgevel met kantelen. De huidige voorgevel dateert uit het derde kwart van de 19e eeuw.